# Triphora loyaltiensis
Triphora loyaltiensis is een slakkensoort uit de familie van de Triphoridae.